# Otophryne pyburni
Otophryne pyburni är en groddjursart som beskrevs av Campbell och Clarke 1998. Otophryne pyburni ingår i släktet Otophryne och familjen Microhylidae. IUCN kategoriserar arten globalt som livskraftig. Inga underarter finns listade i Catalogue of Life.